# エーランド橋
エーランド橋（スウェーデン語: Ölandsbron）は、スウェーデン本土のカルマル市から東にあるエーランド島を結ぶ道路橋である。全長は6,072mで156本の橋脚がある。西端付近では、船舶航行用に36mの桁下高を確保するための特徴的な盛り上がり形状を見せている。
この橋は、スウェーデンでは最長で、ヨーロッパ全体でも最長クラスである。全長では、スウェーデンとデンマークを結ぶエーレスンド橋の方が長いが、スウェーデンに属する部分としてはこの橋よりも短い。

## 建築
1972年9月30日にエーランド島側で橋の落成式が行なわれ、カール・グスタフ王太子（後の国王）も式典に出席した。
建築には5年の歳月と約100,000立方メートルのコンクリートと8000万スウェーデン・クローナの建設費を要した。橋には、本土からエーランド島へ淡水を送水する機能も設けられている。
橋の建設計画は概ね歓迎されたが、少なからぬ反対もあった。主には「橋が建設されることでエーランド島とその貴重な自然環境に観光客が押し寄せ、環境への悪影響があるのではないか」というものである。

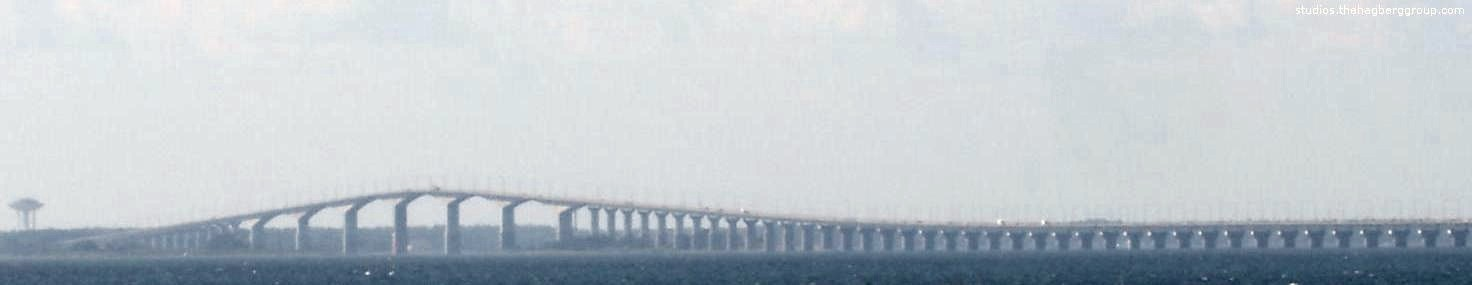
エーランド島側から見たエーランド橋